# M39 EMR
M39 Enhanced Marksman Rifle (EMR) je samonabíjecí puška pro přesnou střelbu kalibru 7,62 × 51 mm NATO.
Jedná se o upravenou a vylepšenou verzi pušky M14, užívané americkými ozbrojenými silami, podobnou zlepšené bitevní pušce typu Mk 14 EBR. Výrobcem verze M39 je společnost Sage International a uživatelem jsou vybraní střelci jednotek americké námořní pěchoty, s náboji typu M118LR. 
V roce 2012 začala být M39 ve službě doplňována a nahrazována typem Mk 11 Mod 2, původně vyvinutým pro US Army.